# 품질 관리

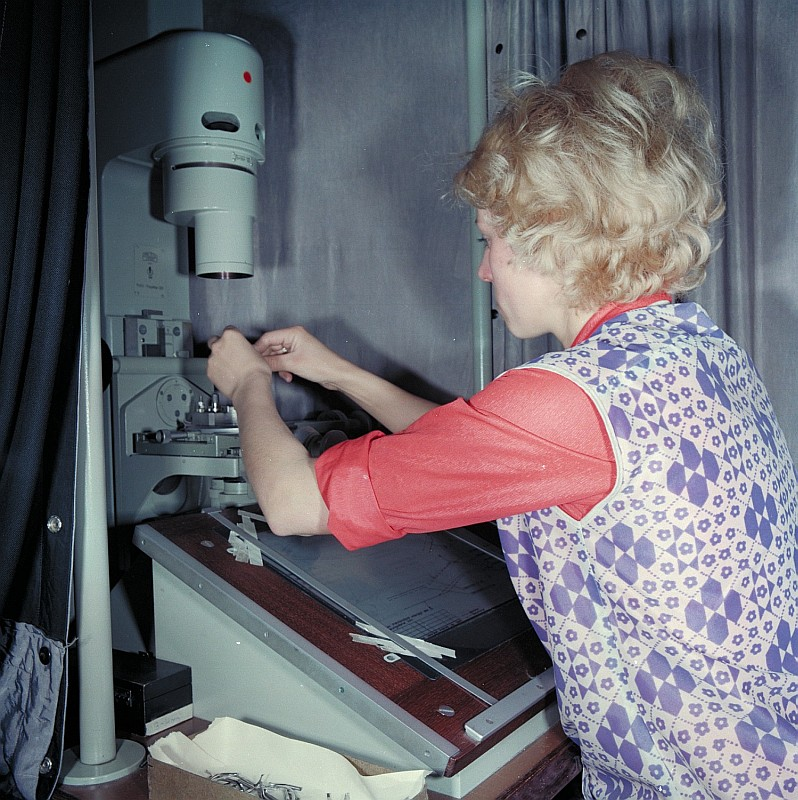
1977년 서독 드레스덴 공장의 품질 검사관

품질 관리(品質管理, quality control)는 생산관리에 통계적 방법을 이용하여 불량품의 발생원인을 발견하고 그것을 제거함으로써 품질의 유지와 향상을 꾀하는 것이다. 즉, 품질관리란 제조공정 중에서 불량품을 발생시키는 원인을 가능한 한 미연에 방지하는 것을 말한다.
공정의 통제에 있어 품질관리를 효과적으로 수행한다면 기업에 주는 이익은 다음과 같다.
1. 작업원에게 품질에 대한 책임과 관심을 인식시켜서 품질수준을 높일 수 있게 한다.
2. 작업의 잘못이 적어져서 폐품·수정 등의 경비의 절감을 측정할 수 있게 된다.
3. 제품 품질의 차이가 감소되어 품질이 향상된다.
4. 제품의 불량률이 감소되어 생산량의 저감과 수율(收率)의 향상을 측정할 수 있게 한다.
5. 소비자가 요구하는 품질의 제품을 공급할 수 있게 되어 수요자에게 만족을 줄 수 있다.
6. 품질관리를 실시함으로써 수요자에게 신용을 높인다.

## 의의
품질관리란 품질의 균일성을 통제하는 기능으로서, 설정된 품질기준과 품질한계의 정도를 비교하는 것이다. 즉, 설정된 기준에 따라 품질의 균일성이 유지되고 있는가의 여부를 검사하는 것으로, 통계적 방법이 중요한 역할을 담당하며, 이것을 특히 통계적 품질관리(SQC：statistical quality control)라고도 한다.품질관리의 방법은 다음 5단계로 구분할 수 있다.
1. 작업장에 의한 품질관리
2. 직장(職長)에 의한 품질관리
3. 검사에 의한 품질관리
4. 관리도 및 표본검사에 의한 품질관리(SQC)
5. 종합적 품질관리(total quality control：TQC)

오늘날의 품질관리기법은 (4)항의 "관리도 및 표본검사에 의한 품질관리"를 중심으로 많이 발전되고 있으며, (5)항의 "종합적 품질관리"도 넓게 연구되고 있다.

## 조직
품질관리의 단계
품질관리의 단계 및 그 내용을 보면 다음과 같다.
1. 표준화 ― 품질기준·기술표준·작업표준의 결정
2. 실시(實施) ― 표준에 의한 작업의 실시
3. 검사 ― 표준에 의한 작업이행 여부의 검사
4. 조치(措置) ― 표준과의 차이를 수정(修正)
5. 검사 ― 수정조치의 이행 여부를 검사
6. 표준의 향상 ― 성능·비용 등에 대한 표준을 향상시킬 수 있도록 계속적인 노력의 경주

### 품질관리조직에서의 품질책임
품질관리조직에 있어 품질에 대한 책임의 한계를 분류하면 다음과 같다.
1. 제품계획 ― 판매부문. 고객이 요청하거나 필요하다고 생각되는 제품의 설명, 제품의 품질자료의 제출, 고객과 협의에 의한 품질 표준 결정
2. 제품기술 ― 기술부문. 시제품(試製品)의 설계, 제품보증, 작업특성의 결정
3. 제조기술 ― 기술부문. 기계의 선정, 적당한 공구의 설계, 작업방법의 설계, 작업장의 개선, 작업조건의 충족, 표준품질의 유지
4. 구매부문 ― 납품자의 선정, 납입품의 품질보증
5. 시험실 부문 ― 재료 및 공정의 품질표준 설정, 구입 또는 가공제품의 품질검사 및 승인, 특수가공기술의 이용 권장
6. 공장감독부문 ― 작업자의 교육, 제조설비에 대한 주의 및 감독, 설계도와 견본에 대한 설명, 부품 관리
7. 현장작업부문 ― 숙련, 작업주의 및 필요한 기능
8. 검사·시험부문 ― 수입부품과 재료의 품질판정, 제품의 견본서와의 일치 여부 평가
9. 포장·출고부문 ― 제품 포장의 적합성, 제품의 출하
10. 제품서비스 부문 ― 부품의 대체, 보수와 수리의 지도

### 종합적 품질관리
전사적 경영관리의 일환으로 품질관리를 다룬 종합적 품질관리를 처음 제창한 미국의 파이겐바움(A. V. Feigenbaum)은 기술3각형으로 이를 설명하고 있다.

## 품질관리의 4가지 업무

### 신제품관리
제품에 대하여서 요구되는 비용·성능 및 신뢰성에 대한 품질표준을 확립한다. 이를 위하여 제품의 기능분석, 환경조건과 실제의 사용목적에 대한 시험, 품질특성의 분류, 품질수준과 표준의 확립, 공정능력의 조사, 공차(公差)에 대한 해석, 품질능력에 대한 분석, 시제품(試製品)에 대한 역사적 기록, 시제품의 시험, 공정제원(工程諸元)의 확립, 제품의 평가, 제조공정의 검토, 신뢰표준의 확립 등이 필요하다.

### 구입자재관리
이는 견본에 합치되는 품질의 부품을 수입·보관하는 일이다. 구입자재 관리법에는 다음과 같은 것이 있다.
1. 납입자의 능력평가
2. 납입자에 의한 보증
3. 품질의 검사
4. 경제적 검사방법(표본방법)의 선정
5. 검사성능의 판정 등

### 제품관리
이는 불량품의 관리와 공장으로부터 시장까지의 제품관리가 포함된다. 제품관리를 위하여는 공정 중의 품질관리와 제품 최종검사에서의 품질계획, 공정능력의 조사, 공정발췌, 관리도(管理圖), 공구·제품의 관리, 작업자의 훈련, 제품 불만의 분석, 품질코스트, 시장에서의 품질기술 등의 방법이 필요하다.

### 특별공정조사
이것은 불량품의 원인을 규명하고, 품질특성을 개량하기 위한 조사 및 시험활동이다.

## 품질관리와 통계학
품질관리 분야에서 이용되는 통계적 방법을 보면 다음과 같다.
1. 도수분포(度數分布) ― 품질특성의 도수·평균품질·품질의 분산 정도를 파악하기 위하여 이용된다.
2. 관리도(管理圖) ― 품질의 허용한계를 상한선·하한선으로 구분하고, 품질의 특성을 시간적으로 비교한다.
3. 발췌표 ― 제조 또는 납품시 품질의 합격 여부를 판단하기 위하여 검사 대상품목의 통계적 샘플을 추출한다.
4. 특수상품 ― 상관(相關)분석·분산분석 및 공차(公差) 분석 등의 방법도 특수한 문제의 해석을 위하여 이용된다.

## 같이 보기
- 우수 의약품 제조 및 품질관리 기준
- 품질 보증
- 표준 운영 절차